# Luigi Rigamonti
Luigi Rigamonti (ur. 7 kwietnia 1920 w Brescii, zm. 15 lipca 1990 tamże) – włoski zapaśnik walczący w stylu klasycznym. Olimpijczyk z Londynu 1948, gdzie zajął ósme miejsce w kategorii do 73 kg.

## Letnie Igrzyska Olimpijskie 1948
| Konkurencja          | Rundy eliminacyjne | Rundy eliminacyjne  | Rundy eliminacyjne      | Klas. końcowa |
| Konkurencja          | Przeciwnik I       | Przeciwnik II       | Przeciwnik III          | Miejsce       |
| -------------------- | ------------------ | ------------------- | ----------------------- | ------------- |
| 73 kg styl klasyczny | Bjørn Cook (NOR) P | Kemal Munir (EGY) Z | Gösta Andersson (SWE) P | 8.            |